# Money in the Bank (2024)
Money in the Bank (2024) – piętnasta gala wrestlingu w chronologii cyklu Money in the Bank, wyprodukowana przez federację WWE dla zawodników z brandów Raw i SmackDown. Odbyła się 6 lipca 2024 w Scotiabank Arena w Toronto w prowincji Ontario w Kanadzie. Była to pierwsza gala Money in the Bank, która odbyła się w Kanadzie, a druga po gali w 2023 roku, które odbyła się poza Stanami Zjednoczonymi. Gospodarzem gali była WWE Hall of Famerka i pochodząca z Toronto Trish Stratus.
Gala opierała się na Money in the Bank ladder matchach, wieloosobowym ladder matchu, w którym uczestnicy rywalizowali o kontrakt zapewniający zwycięzcy walkę o wybrane przez siebie mistrzostwo w dowolnym momencie w ciągu następnego roku. W walkach w 2024 roku uczestniczyło po sześciu uczestników, równo podzielonych pomiędzy brandy Raw i SmackDown. Walkę mężczyzn, która była walką otwierającą, wygrał Drew McIntyre z Raw, a walkę kobiet Tiffany Stratton ze SmackDown.
Podczas gali rozegrano trzy inne walki. W walcze wieczoru, co była główną walką SmackDown, The Bloodline (Solo Sikoa, Tama Tonga i Jacob Fatu) pokonali Cody’ego Rhodesa, Randy’ego Ortona i Kevina Owensa w six-man tag team matchu. W innej ważnej walce, która była główną walką na Raw, Damian Priest pokonał Setha „Freakin” Rollinsa i Drew McIntyre’a w triple threat matchu, aby zachować World Heavyweight Championship; walka rozpoczęła się jako zwykły singles match pomiędzy Priestem i Rollinsem, ale w połowie McIntyre zrealizował wygrany wcześniej kontrakt Money in the Bank, zamieniając walkę w triple threat match. Następnie, zgodnie z ustaleniami przed walką, Rollins nie będzie mógł już nigdy więcej walczyć o tytuł, dopóki Priest będzie mistrzem. Na gali niespodziewanie pojawił się także John Cena, który ogłosił, że rok 2025 będzie jego ostatnim rokiem w roli wrestlera.

## Produkcja

### Tło
Money in the Bank to coroczna gala wrestlingu produkowana przez amerykańską promocję WWE od 2010 roku, odbywająca się zwykle od maja do lipca. Wraz z WrestleManią, Royal Rumble, SummerSlam i Survivor Series jest uważane za jedno z pięciu największych gal roku w promocji, zwane „Wielką Piątką”. Koncepcja gali wywodzi się z ustanowionego przez WWE Money in the Bank ladder matchu, w którym wielu wrestlerów używa drabin, aby odzyskać walizkę wiszącą nad ringiem. Walizka zawiera kontrakt, który gwarantuje zwycięzcom poszczególnych walk mężczyzn i kobiet walkę o wybrane przez nich mistrzostwo w dowolnym momencie w ciągu następnego roku. W walkach w 2024 roku weźmie udział po sześciu uczestników, równo podzielonych pomiędzy dywizje brandów Raw i SmackDown.
4 stycznia 2024 roku ogłoszono, że w sobotę 6 lipca 2024 roku w Scotiabank Arena w Toronto w prowincji Ontario w Kanadzie odbędzie się 15. edycja gali Money in the Bank, będącego pierwszą galą Money in the Bank w Kanadzie i drugą odbywającą się poza Stanami Zjednoczonymi po gali w 2023 roku, która odbyła się w Londynie. Była emitowana w systemie pay-per-view na całym świecie oraz w serwisach transmisji na żywo Peacock w Stanach Zjednoczonych i WWE Network na większości rynków międzynarodowych, a wystąpili na niej zawodnicy z brandów Raw i SmackDown. Ogłoszono również, że w ramach weekendu Money in the Bank w tym samym miejscu odbędzie się 5 lipca odcinek Friday Night SmackDown i gala NXT transmitowana na żywo 7 lipca, NXT Heatwave. Bilety na wszystkie trzy gale trafiły do sprzedaży 15 marca 2024 roku. Dostępne były pakiety łączone i gościnne.

### Rywalizacje
Money in the Bank oferowało walki profesjonalnego wrestlingu z udziałem wrestlerów należących do brandów Raw i SmackDown. Oskryptowane rywalizacje (storyline’y) kreowane będą podczas cotygodniowych gal Raw i SmackDown. Wrestlerzy są przedstawieni jako heele (negatywni, źli zawodnicy i najczęściej wrogowie publiki) i face’owie (pozytywni, dobrzy i najczęściej ulubieńcy publiki), którzy rywalizują pomiędzy sobą w seriach walk mających budować napięcie. Kulminacją rywalizacji jest walka wrestlerska lub ich seria.

#### Żeński Money in the Bank ladder match
Kwalifikacje do walki kobiet rozpoczęły się 17 czerwca na odcinku Raw. Kwalifikacje odbyły się w formie serii triple threat matchów na Raw i SmackDown. Pierwsze miejsce Raw zajęła Iyo Sky, pokonując Kianę James i Zelinę Vegę. Chelsea Green została następnie pierwszą uczestniczką ze SmackDown, która zakwalifikowała się, pokonując Biancę Belair i Michin 21 czerwca na odcinku SmackDown. 24 czerwca na odcinku Raw, Lyra Valkyria jako druga zakwalifikowała się z Raw, pokonując Kairi Sane i Shaynę Baszler. Ostatnie dwa miejsca na SmackDown zostały ustalone 28 czerwca na odcinku SmackDown, gdzie Tiffany Stratton pokonała Jade Cargill i Candice LeRae, a Naomi pokonała Blair Davenport i Indi Hartwell. Ostatnie miejsce na Raw zajęła Zoey Stark, która 1 lipca na odcinku Raw pokonała Dakotę Kai i Ivy Nile.

#### Męski Money in the Bank ladder match
Kwalifikacje do walki mężczyzn rozpoczęły się także 17 czerwca na odcinku Raw i odbyły się również jako seria triple threat matchów na Raw i SmackDown. Pierwsze miejsce zajął Jey Uso, pokonując Finna Bálora i Reya Mysterio. Dwóch z trzech uczestników SmackDown zostało wyłonionych 21 czerwca na odcinku SmackDown, gdzie Carmelo Hayes zakwalifikował się, pokonując Randy’ego Ortona i Tamę Tongę, a Andrade zakwalifikował się, pokonując Graysona Wallera i Kevina Owensa. Drugie miejsce na Raw zajął Chad Gable, który 24 czerwca na Raw pokonał Brauna Strowmana i Bronsona Reeda. Ostatnie miejsce na SmackDown zdobył LA Knight, który 28 czerwca na odcinku SmackDown pokonał Logana Paula i Santosa Escobara, a następnie Drew McIntyre zajął ostatnie miejsce na Raw pokonując Sheamusa i Ilję Dragunova 1 lipca na odcinku Raw.

#### Pojedynek o World Heavyweight Championship
Drugiej nocy WrestleManii XL 7 kwietnia, Seth „Freakin” Rollins stracił World Heavyweight Championship na rzecz Drew McIntyre’a, który z kolei natychmiast stracił tytuł na rzecz Damiana Priesta po wykorzystaniu kontraktu Money in the Bank tego ostatniego. Następnie Rollins wziął sobie przerwę z powodu kontuzji kolana. 17 czerwca na odcinku Raw, Rollins powrócił po kontuzji, ogłaszając zamiar odzyskania tytułu. Kiedy Rollins miał już ogłosić swój udział w Money in the Bank ladder matchu, przerwał mu Priest, który następnie powiedział, że gdy oświadczył, że chciał wykorzystać kontrakt na Rollinsie, miał to na myśli z szacunkiem. Następnie Rollins wspomniał, że obaj zdobyli swoje pierwsze mistrzostwa świata dzięki wykorzystaniu kontraktu Money in the Bank na WrestleManii, gdzie w przypadku Rollinsa miało to miejsce na WrestleManii 31 w 2015 roku. Po zapytaniu Rollinsa, jakie ma być jego dziedzictwo, Priest zdecydował rzucić wyzwanie Rollinsowi na Money in the Bank, gdzie stawką było World Heavyweight Championship, a Rollins się zgodził. Walka została następnie ogłoszona oficjalnie. W następnym tygodniu Priest oświadczył, że Rollins nigdy nie zobaczy „szczytu góry”, dopóki będzie mistrzem. Rollins wystąpił i zaproponował, że jeśli przegra, nigdy więcej nie będzie mógł walczyć o tytuł, dopóki Priest będzie mistrzem, ale jeśli wygra, Priest będzie zmuszony opuścić The Judgment Day; Priest zaakceptował.

#### Pojedynek o WWE Intercontinental Championship
17 czerwca na odcinku Raw, gdy Sami Zayn świętował swoją udaną obronę tytułu Intercontinental Championship na Clash at the Castle: Scotland, przerwał mu Bron Breakker, który stwierdził, że chce mistrzostwa Zayna. W następnym odcinku, Zayn spotkał się z Breakkerem za kulisami przed biurem Generalnego Menadżera Raw Adama Pearce’a i zgodził się bronić tytułu przeciwko Breakkerowi w rodzinnym kraju Zayna, Kanadzie, na Money in the Bank, a Pearce ogłosił to oficjalnie.

#### Cody Rhodes, Randy Orton i Kevin Owens vs. Solo Sikoa, Tama Tonga, Tonga Loa i/lub Jacob Fatu
W kwietniu, Solo Sikoa został de facto liderem The Bloodline po tym, jak Roman Reigns stracił Undisputed WWE Championship na rzecz Cody’ego Rhodesa podczas drugiej nocy WrestleManii XL, po czym Reigns zrobił sobie przerwę. Na następnym odcinku SmackDown, Sikoa przedstawił Tamę Tongę jako najnowszego członka grupy. W tym czasie Kevin Owens i Randy Orton, którzy wcześniej mieli własne problemy z The Bloodline, zaczęli łączyć siły przeciwko stajni, a na Backlash France najnowszy członek The Bloodline, Tonga Loa, pomógł Tamie i Sikoa pokonać Owensa i Ortona w Street Fightcie. Następnie Orton i Owens nadal brali udział w licznych walkach przeciwko członkom The Bloodline. Po tym jak Rhodes pomyślnie obronił Undisputed WWE Championship na Clash at the Castle: Scotland, został zaatakowany przez The Bloodline, a Orton i Owens ocalili go. Na następnym odcinku SmackDown, Orton i Tama rywalizowali w walce kwalifikacyjnej Money in the Bank, ale pomimo ingerencji Loi, obaj przegrali. Później Owens został zaatakowany przez Tamę i Loę, co również kosztowało go walkę kwalifikacyjną. Również tej samej nocy walka bez tytułu na szali pomiędzy Sikoa i Rhodesem zakończył się bez rezultatu po kolejnej interwencji The Bloodline. Owens i Orton próbowali uratować Rhodesa, ale wszyscy zostali zaatakowani przez innego nowego członka Bloodline, debiutującego Jacoba Fatu. 24 czerwca, na Money in the Bank ogłoszono six-man tag team match, w którym The Bloodline zmierzy się z Rhodesem, Owensem i Ortonem.

## Wyniki walk
| Nr                                 | Wyniki | Stypulacje | Czas  |
| ---------------------------------- | --- | --- | ----- |
| 1                                  | Drew McIntyre pokonał Andrade, Carmelo Hayesa, Chada Gable’a, Jeya Uso i LA Knighta poprzez sciągnięcie walizki                               | Money in the Bank ladder match o kontrakt na walkę o męskie mistrzostwo | 16:30 |
| 2                                  | Sami Zayn (c) pokonał Brona Breakkera poprzez pinfall                                                                                         | Singles match o WWE Intercontinental Championship | 13:15 |
| 3                                  | Damian Priest (c) pokonał Setha „Freakin” Rollinsa i Drew McIntyre’a poprzez pinfall                                                          | Triple threat match o World Heavyweight Championship McIntyre wykorzystał swój kontrakt Money in the Bank. Odkąd Rollins przegrał, nie mógł już walczyć o tytuł tak długo, jak Priest był mistrzem. Gdyby Priest przegrał, musiałby opuścić The Judgement Day. | 14:40 |
| 4                                  | Tiffany Stratton pokonała Chelsea Green, Iyo Sky, Lyrę Valkyrię, Naomi i Zoey Stark poprzez sciągnięcie walizki                               | Money in the Bank ladder match o kontrakt na walkę o kobiece mistrzostwo | 16:50 |
| 5                                  | The Bloodline (Solo Sikoa, Jacob Fatu i Tama Tonga) (z Tonga Loą) pokonali Cody’ego Rhodesa, Randy’ego Ortona i Kevina Owensa poprzez pinfall | Six-man tag team match | 24:40 |
| (c) – mistrz/mistrzyni przed walką | | |       |

Uwagi
1. ↑  Początkowo był to singles match pomiędzy Priestem i Rollinsem, jednak McIntyre wykorzystał swój kontrakt Money in the Bank w trakcie walki, co uczyniło go triple threat matchem.
2. ↑  Priest i Rollins zgodzili się z mocą wsteczną znieść tę stypulację 8 lipca na odcinku Raw.